# Daniel Passarella
Daniel Alberto Passarella (Chacabuco, 25 maggio 1953) è un dirigente sportivo, allenatore di calcio ed ex calciatore argentino, di ruolo difensore. Campione del Mondo con la nazionale argentina 2 volte, nel 1978 e nel 1986. È l'unico argentino ad aver vinto due volte la Coppa del mondo, anche se nel 1986 non giocò neanche un minuto durante la fase finale del torneo. Dal 2009 al 2013 è stato il presidente del River Plate.
Soprannominato El Caudillo (in italiano "Condottiero") o El Gran Capitan (in italiano "Il grande capitano"), è considerato come uno dei migliori calciatori argentini di sempre ed uno dei più forti difensori della storia del calcio. Occupa la 66ª posizione nella speciale classifica dei migliori calciatori del XX secolo pubblicata dalla rivista World Soccer e la 35ª posizione nella classifica dei migliori calciatori sudamericani del XX secolo stilata dall'IFFHS. Nel marzo del 2004 è stato anche inserito da Pelé all'interno del FIFA 100, la lista dei 125 migliori calciatori viventi, redatta in occasione del Centenario della FIFA.

## Caratteristiche tecniche

### Giocatore
Passarella era un difensore in grado di coniugare tecnica, eleganza e disciplina negli interventi. Giocatore carismatico – al punto da essersi guadagnato i soprannomi di El Caudillo e El Gran Capitan per la tendenza ad assumersi responsabilità da leader in campo –, era abile nel far ripartire l'azione e dotato di un sinistro preciso e potente, in virtù del quale si distinse come ottimo esecutore di punizioni e rigori.
Abile nel gioco aereo, si distingueva inoltre per la grande confidenza a livello realizzativo, pregio inusuale per un calciatore dalla posizione così arretrata.

## Carriera

### Giocatore

#### Club

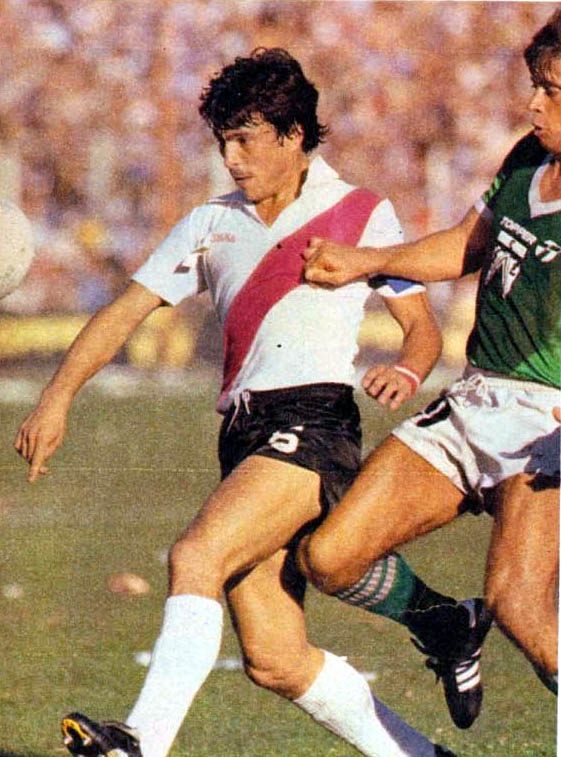
Passarella nel 1981 al River Plate, club di cui fu bandiera prima da calciatore, poi da allenatore e infine da presidente

Discendente di immigrati italiani provenienti da Ferruzzano, Passarella iniziò a giocare con una squadra locale, il Sarmiento (J). Qui fu notato dai dirigenti del River Plate, che nel 1974 lo ingaggiarono. Titolare fin dal primo momento, nel 1977 segnò 24 gol nella massima serie argentina, della quale fu anche nominato miglior giocatore. Con il River vinse quattro titoli metropolitani e tre nazionali, entrando anche nel giro della selecciòn, e nell'estate del 1982, dopo aver disputato un buon mondiale, si trasferì in Italia ingaggiato dalla Fiorentina.
Dopo quattro buone stagioni nella squadra toscana, su tutte quella 1985-1986 nella quale stabilì l'allora primato di segnature (11) per un difensore in un singolo campionato di Serie A – record poi superato da Marco Materazzi nell'edizione 2000-2001 –, venne acquistato dall'Inter per un miliardo di lire. Durante la sua militanza in nerazzurro si rese protagonista di un episodio sgradevole: durante Sampdoria-Inter dell'8 marzo 1987 colpì con due calci un giovane raccattapalle "colpevole" di aver ritardato la consegna del pallone. Il gesto gli costò sei giornate di squalifica, poi ridotte a cinque, e le scuse ufficiali al ragazzo da parte della società che gli donò 5 milioni di lire.

Passarella nel 1983 alla Fiorentina, club a cui legò i maggiori trascorsi fuori dall'Argentina

In totale Passarella ha realizzato 178 reti (di cui 22 in Nazionale), che ne fanno il secondo difensore della storia di questo sport in ordine di marcature realizzate (primo è l'olandese Ronald Koeman con 207 gol).

#### Nazionale
Durante le sue esperienze in nazionale Passarella entrò in contrasto con Diego Armando Maradona, altro giocatore dalla forte personalità. In ogni caso fu uno di quei giocatori che fece grande l'Argentina: da capitano dei biancazzurri, Passarella vinse infatti il campionato del mondo 1978.
Non giocò invece, a causa di un infortunio – fu colto, assieme ad altri atleti, dalla cosiddetta "maledizione di Montezuma" consistente in forti scariche di diarrea –, nel campionato del mondo 1986 pur essendo nella lista dei 22 convocati; secondo alcuni, invece, Passarella venne escluso dai titolari per dei dissapori con Maradona. Durante la competizione il commissario tecnico Carlos Bilardo schierò al suo posto José Luis Brown, che ben figurò e segnò anche un gol nella finale contro la Germania Ovest. Passarella resta comunque l'unico calciatore non brasiliano o italiano ad aver vinto due mondiali.

### Allenatore
Dopo il suo ritiro dall'agonismo Passarella ha intrapreso la carriera di allenatore. Ha guidato dal 1º agosto 1989 al 1º agosto 1994 il River Plate, con cui ha vinto numerosi titoli nazionali, e poi dal 27 agosto 1994 al 1º agosto 1998 l'Argentina, con cui ha partecipato ai mondiali di Francia '98. Il gioco non spettacolare messo in mostra dai sudamericani fu motivo di feroci critiche che la stampa gli rivolgeva spesso, e la corsa di Passarella verso il titolo fu fermata dai Paesi Bassi ai quarti di finale (2-1 il punteggio). In precedenza l'Argentina aveva superato l'Inghilterra ai calci di rigore.
Successivamente divenne allenatore dell'Uruguay. Dopo un biennio stentato, il CT si dimise nel gennaio del 2001, apparentemente amareggiato dalla scarsa collaborazione dei club. La Celeste venne affidata a Víctor Púa che conquistò la qualificazione dopo lo spareggio con l'Australia. Finita la parentesi con l'Uruguay, Passarella approdò sulla panchina del Parma il 6 novembre 2001: la sua avventura in Emilia terminò già il 18 dicembre successivo dopo solo cinque partite di campionato, tutte perse.
Il 1º luglio 2002 si trasferì in Messico, dove guidò il Monterrey alla conquista dello scudetto messicano. Viene esonerato il 20 dicembre 2003. Il 3 marzo 2005 passò ad allenare i brasiliani del Corinthians, ma venne esonerato il 10 maggio a causa dei risultati sportivi della squadra.
Il 10 gennaio 2006 firmò di nuovo per il River Plate. Lasciò la guida il 15 novembre 2007.

### Dirigente
Nel dicembre 2008 annuncia la propria candidatura come presidente del River Plate. Il 5 dicembre 2009 viene eletto presidente del club argentino: entra in carica ufficialmente il 9 dicembre. Il 6 novembre 2013, dopo quattro anni, lascia l'incarico affermando di non avere più la passione per il club.

## Statistiche

### Presenze e reti nei club italiani
| Stagione          | Squadra           | Campionato        | Campionato | Campionato | Coppe nazionali | Coppe nazionali | Coppe nazionali | Coppe continentali | Coppe continentali | Coppe continentali | Altre coppe | Altre coppe | Altre coppe | Totale | Totale |
| Stagione          | Squadra           | Comp              | Pres       | Reti       | Comp            | Pres            | Reti            | Comp               | Pres               | Reti               | Comp        | Pres        | Reti        | Pres   | Reti   |
| ----------------- | ----------------- | ----------------- | ---------- | ---------- | --------------- | --------------- | --------------- | ------------------ | ------------------ | ------------------ | ----------- | ----------- | ----------- | ------ | ------ |
| 1982-1983         | Fiorentina        | A                 | 27         | 3          | CI              | 5               | 0               | CU                 | 2                  | 0                  | -           | -           | -           | 34     | 3      |
| 1983-1984         | Fiorentina        | A                 | 27         | 7          | CI              | 7               | 1               | -                  | -                  | -                  | -           | -           | -           | 34     | 8      |
| 1984-1985         | Fiorentina        | A                 | 26         | 5          | CI              | 6               | 3               | CU                 | 3                  | 1                  | -           | -           | -           | 35     | 9      |
| 1985-1986         | Fiorentina        | A                 | 29         | 11         | CI              | 7               | 4               | -                  | -                  | -                  | -           | -           | -           | 36     | 15     |
| Totale Fiorentina | Totale Fiorentina | Totale Fiorentina | 109        | 26         |                 | 25              | 8               |                    | 5                  | 1                  |             | -           | -           | 139    | 35     |
| 1986-1987         | Inter             | A                 | 23         | 3          | CI              | 8               | 4               | CU                 | 7                  | 1                  | -           | -           | -           | 38     | 8      |
| 1987-1988         | Inter             | A                 | 21         | 6          | CI              | 8               | 1               | CU                 | 6                  | 0                  | -           | -           | -           | 35     | 7      |
| Totale Inter      | Totale Inter      | Totale Inter      | 44         | 9          |                 | 16              | 5               |                    | 13                 | 1                  |             | -           | -           | 73     | 15     |
| Totale carriera   | Totale carriera   | Totale carriera   | 153        | 35         |                 | 41              | 13              |                    | 18                 | 2                  |             | -           | -           | 212    | 50     |

### Cronologia presenze e reti in nazionale
| Cronologia completa delle presenze e delle reti in nazionale ― Argentina | Cronologia completa delle presenze e delle reti in nazionale ― Argentina | Cronologia completa delle presenze e delle reti in nazionale ― Argentina | Cronologia completa delle presenze e delle reti in nazionale ― Argentina | Cronologia completa delle presenze e delle reti in nazionale ― Argentina | Cronologia completa delle presenze e delle reti in nazionale ― Argentina | Cronologia completa delle presenze e delle reti in nazionale ― Argentina | Cronologia completa delle presenze e delle reti in nazionale ― Argentina |
| Data                                                                     | Città                                                                    | In casa                                                                  | Risultato                                                                | Ospiti                                                                   | Competizione                                                             | Reti                                                                     | Note                                                                     |
| ------------------------------------------------------------------------ | ------------------------------------------------------------------------ | ------------------------------------------------------------------------ | ------------------------------------------------------------------------ | ------------------------------------------------------------------------ | ------------------------------------------------------------------------ | ------------------------------------------------------------------------ | ------------------------------------------------------------------------ |
| 20-3-1976                                                                | Kiev                                                                     | Unione Sovietica                                                         | 0 – 1                                                                    | Argentina                                                                | Amichevole                                                               | -                                                                        |                                                                          |
| 8-4-1976                                                                 | Buenos Aires                                                             | Argentina                                                                | 4 – 1                                                                    | Uruguay                                                                  | Amichevole                                                               | -                                                                        |                                                                          |
| 19-5-1976                                                                | Rio de Janeiro                                                           | Brasile                                                                  | 2 – 0                                                                    | Argentina                                                                | Amichevole                                                               | -                                                                        |                                                                          |
| 9-6-1976                                                                 | Montevideo                                                               | Uruguay                                                                  | 0 – 3                                                                    | Argentina                                                                | Amichevole                                                               | -                                                                        |                                                                          |
| 28-10-1976                                                               | Lima                                                                     | Perù                                                                     | 1 – 3                                                                    | Argentina                                                                | Amichevole                                                               | 1                                                                        |                                                                          |
| 10-11-1976                                                               | Buenos Aires                                                             | Argentina                                                                | 1 – 0                                                                    | Perù                                                                     | Amichevole                                                               | 1                                                                        |                                                                          |
| 5-6-1977                                                                 | Buenos Aires                                                             | Argentina                                                                | 1 – 3                                                                    | Germania Est                                                             | Amichevole                                                               | 1                                                                        |                                                                          |
| 12-6-1977                                                                | Buenos Aires                                                             | Argentina                                                                | 1 – 1                                                                    | Inghilterra                                                              | Amichevole                                                               | -                                                                        |                                                                          |
| 18-6-1977                                                                | Buenos Aires                                                             | Argentina                                                                | 1 – 1                                                                    | Scozia                                                                   | Amichevole                                                               | 1                                                                        |                                                                          |
| 26-6-1977                                                                | Buenos Aires                                                             | Argentina                                                                | 0 – 0                                                                    | Francia                                                                  | Amichevole                                                               | -                                                                        |                                                                          |
| 3-7-1977                                                                 | Buenos Aires                                                             | Argentina                                                                | 1 – 0                                                                    | Jugoslavia                                                               | Amichevole                                                               | 1                                                                        |                                                                          |
| 12-7-1977                                                                | Buenos Aires                                                             | Argentina                                                                | 2 – 0                                                                    | Germania Est                                                             | Amichevole                                                               | -                                                                        |                                                                          |
| 24-8-1977                                                                | Buenos Aires                                                             | Argentina                                                                | 2 – 1                                                                    | Paraguay                                                                 | Amichevole                                                               | -                                                                        |                                                                          |
| 19-3-1978                                                                | Buenos Aires                                                             | Argentina                                                                | 2 – 1                                                                    | Perù                                                                     | Amichevole                                                               | -                                                                        |                                                                          |
| 23-3-1978                                                                | Lima                                                                     | Perù                                                                     | 1 – 3                                                                    | Argentina                                                                | Amichevole                                                               | 1                                                                        |                                                                          |
| 29-3-1978                                                                | Buenos Aires                                                             | Argentina                                                                | 3 – 1                                                                    | Bulgaria                                                                 | Amichevole                                                               | -                                                                        |                                                                          |
| 5-4-1978                                                                 | Buenos Aires                                                             | Argentina                                                                | 2 – 0                                                                    | Romania                                                                  | Amichevole                                                               | 2                                                                        |                                                                          |
| 19-4-1978                                                                | Buenos Aires                                                             | Argentina                                                                | 3 – 1                                                                    | Irlanda                                                                  | Amichevole                                                               | -                                                                        |                                                                          |
| 3-5-1978                                                                 | Buenos Aires                                                             | Argentina                                                                | 3 – 0                                                                    | Uruguay                                                                  | Amichevole                                                               | -                                                                        |                                                                          |
| 2-6-1978                                                                 | Buenos Aires                                                             | Argentina                                                                | 2 – 1                                                                    | Ungheria                                                                 | Mondiali 1978 - 1º turno                                                 | -                                                                        |                                                                          |
| 6-6-1978                                                                 | Buenos Aires                                                             | Argentina                                                                | 2 – 1                                                                    | Francia                                                                  | Mondiali 1978 - 1º turno                                                 | 1                                                                        |                                                                          |
| 10-6-1978                                                                | Buenos Aires                                                             | Italia                                                                   | 1 – 0                                                                    | Argentina                                                                | Mondiali 1978 - 1º turno                                                 | -                                                                        |                                                                          |
| 14-6-1978                                                                | Rosario                                                                  | Argentina                                                                | 2 – 0                                                                    | Polonia                                                                  | Mondiali 1978 - 2º turno                                                 | -                                                                        |                                                                          |
| 18-6-1978                                                                | Rosario                                                                  | Argentina                                                                | 0 – 0                                                                    | Brasile                                                                  | Mondiali 1978 - 2º turno                                                 | -                                                                        |                                                                          |
| 21-6-1978                                                                | Rosario                                                                  | Argentina                                                                | 6 – 0                                                                    | Perù                                                                     | Mondiali 1978 - 2º turno                                                 | -                                                                        |                                                                          |
| 25-6-1978                                                                | Buenos Aires                                                             | Argentina                                                                | 3 – 1                                                                    | Paesi Bassi                                                              | Mondiali 1978 - Finale                                                   | -                                                                        |                                                                          |
| 25-4-1979                                                                | Buenos Aires                                                             | Argentina                                                                | 2 – 1                                                                    | Bulgaria                                                                 | Amichevole                                                               | 1                                                                        |                                                                          |
| 22-5-1979                                                                | Berna                                                                    | Paesi Bassi                                                              | 0 – 0                                                                    | Argentina                                                                | Amichevole                                                               | -                                                                        |                                                                          |
| 26-5-1979                                                                | Roma                                                                     | Italia                                                                   | 2 – 2                                                                    | Argentina                                                                | Amichevole                                                               | 1                                                                        |                                                                          |
| 2-6-1979                                                                 | Glasgow                                                                  | Scozia                                                                   | 1 – 3                                                                    | Argentina                                                                | Amichevole                                                               | -                                                                        |                                                                          |
| 25-6-1979                                                                | Buenos Aires                                                             | Argentina                                                                | 1 – 2                                                                    | Belgio                                                                   | Amichevole                                                               | -                                                                        |                                                                          |
| 18-7-1979                                                                | La Paz                                                                   | Bolivia                                                                  | 2 – 1                                                                    | Argentina                                                                | Coppa America 1979 - 1º turno                                            | -                                                                        |                                                                          |
| 2-8-1979                                                                 | Rio de Janeiro                                                           | Brasile                                                                  | 2 – 1                                                                    | Argentina                                                                | Coppa America 1979 - 1º turno                                            | -                                                                        |                                                                          |
| 22-8-1979                                                                | Buenos Aires                                                             | Argentina                                                                | 3 – 0                                                                    | Bolivia                                                                  | Coppa America 1979 - 2º turno                                            | 1                                                                        |                                                                          |
| 23-8-1979                                                                | Buenos Aires                                                             | Argentina                                                                | 2 – 2                                                                    | Brasile                                                                  | Coppa America 1979 - 2º turno                                            | 1                                                                        |                                                                          |
| 12-9-1979                                                                | Berlino                                                                  | Germania Est                                                             | 2 – 1                                                                    | Argentina                                                                | Amichevole                                                               | -                                                                        |                                                                          |
| 16-9-1979                                                                | Belgrado                                                                 | Jugoslavia                                                               | 4 – 2                                                                    | Argentina                                                                | Amichevole                                                               | 1                                                                        |                                                                          |
| 13-5-1980                                                                | Londra                                                                   | Inghilterra                                                              | 3 – 1                                                                    | Argentina                                                                | Amichevole                                                               | 1                                                                        |                                                                          |
| 16-5-1980                                                                | Dublino                                                                  | Irlanda                                                                  | 0 – 1                                                                    | Argentina                                                                | Amichevole                                                               | -                                                                        |                                                                          |
| 21-5-1980                                                                | Vienna                                                                   | Austria                                                                  | 1 – 5                                                                    | Argentina                                                                | Amichevole                                                               | -                                                                        |                                                                          |
| 18-9-1980                                                                | Mendoza                                                                  | Argentina                                                                | 2 – 2                                                                    | Cile                                                                     | Amichevole                                                               | -                                                                        |                                                                          |
| 9-10-1980                                                                | Buenos Aires                                                             | Argentina                                                                | 2 – 0                                                                    | Bulgaria                                                                 | Amichevole                                                               | -                                                                        |                                                                          |
| 12-10-1980                                                               | Buenos Aires                                                             | Argentina                                                                | 2 – 1                                                                    | Polonia                                                                  | Amichevole                                                               | 1                                                                        |                                                                          |
| 15-10-1980                                                               | Buenos Aires                                                             | Argentina                                                                | 1 – 0                                                                    | Cecoslovacchia                                                           | Amichevole                                                               | -                                                                        |                                                                          |
| 4-12-1980                                                                | Mar del Plata                                                            | Argentina                                                                | 1 – 1                                                                    | Unione Sovietica                                                         | Amichevole                                                               | -                                                                        |                                                                          |
| 16-12-1980                                                               | Córdoba                                                                  | Argentina                                                                | 5 – 0                                                                    | Svizzera                                                                 | Amichevole                                                               | 1                                                                        |                                                                          |
| 1-1-1981                                                                 | Montevideo                                                               | Brasile                                                                  | 1 – 1                                                                    | Argentina                                                                | Amichevole                                                               | -                                                                        |                                                                          |
| 4-1-1981                                                                 | Montevideo                                                               | Argentina                                                                | 2 – 1                                                                    | Germania Est                                                             | Amichevole                                                               | -                                                                        |                                                                          |
| 28-10-1981                                                               | Buenos Aires                                                             | Argentina                                                                | 1 – 2                                                                    | Polonia                                                                  | Amichevole                                                               | 1                                                                        |                                                                          |
| 11-11-1981                                                               | Buenos Aires                                                             | Argentina                                                                | 1 – 1                                                                    | Cecoslovacchia                                                           | Amichevole                                                               | -                                                                        |                                                                          |
| 24-3-1982                                                                | Buenos Aires                                                             | Argentina                                                                | 1 – 1                                                                    | Germania Ovest                                                           | Amichevole                                                               | -                                                                        |                                                                          |
| 14-4-1982                                                                | Buenos Aires                                                             | Argentina                                                                | 1 – 1                                                                    | Unione Sovietica                                                         | Amichevole                                                               | -                                                                        |                                                                          |
| 5-5-1982                                                                 | Buenos Aires                                                             | Argentina                                                                | 2 – 1                                                                    | Bulgaria                                                                 | Amichevole                                                               | 1                                                                        |                                                                          |
| 12-5-1982                                                                | Rosario                                                                  | Argentina                                                                | 1 – 0                                                                    | Romania                                                                  | Amichevole                                                               | -                                                                        |                                                                          |
| 13-6-1982                                                                | Barcellona                                                               | Argentina                                                                | 0 – 1                                                                    | Belgio                                                                   | Mondiali 1982 - 1º turno                                                 | -                                                                        |                                                                          |
| 18-6-1982                                                                | Alicante                                                                 | Argentina                                                                | 4 – 1                                                                    | Ungheria                                                                 | Mondiali 1982 - 1º turno                                                 | -                                                                        |                                                                          |
| 23-6-1982                                                                | Alicante                                                                 | Argentina                                                                | 2 – 0                                                                    | El Salvador                                                              | Mondiali 1982 - 1º turno                                                 | 1                                                                        |                                                                          |
| 29-6-1982                                                                | Barcellona                                                               | Italia                                                                   | 2 – 1                                                                    | Argentina                                                                | Mondiali 1982 - 2º turno                                                 | 1                                                                        |                                                                          |
| 2-7-1982                                                                 | Barcellona                                                               | Argentina                                                                | 1 – 3                                                                    | Brasile                                                                  | Mondiali 1982 - 2º turno                                                 | -                                                                        |                                                                          |
| 9-5-1985                                                                 | Buenos Aires                                                             | Argentina                                                                | 1 – 1                                                                    | Paraguay                                                                 | Amichevole                                                               | -                                                                        |                                                                          |
| 14-5-1985                                                                | Buenos Aires                                                             | Argentina                                                                | 2 – 0                                                                    | Cile                                                                     | Amichevole                                                               | -                                                                        |                                                                          |
| 26-5-1985                                                                | San Cristóbal                                                            | Venezuela                                                                | 2 – 3                                                                    | Argentina                                                                | Qual. Mondiali 1986                                                      | 1                                                                        |                                                                          |
| 2-6-1985                                                                 | Bogotà                                                                   | Colombia                                                                 | 1 – 3                                                                    | Argentina                                                                | Qual. Mondiali 1986                                                      | -                                                                        |                                                                          |
| 9-6-1985                                                                 | Buenos Aires                                                             | Argentina                                                                | 3 – 0                                                                    | Venezuela                                                                | Qual. Mondiali 1986                                                      | -                                                                        |                                                                          |
| 16-6-1985                                                                | Buenos Aires                                                             | Argentina                                                                | 1 – 0                                                                    | Colombia                                                                 | Qual. Mondiali 1986                                                      | -                                                                        |                                                                          |
| 23-6-1985                                                                | Lima                                                                     | Perù                                                                     | 1 – 0                                                                    | Argentina                                                                | Qual. Mondiali 1986                                                      | -                                                                        |                                                                          |
| 30-6-1985                                                                | Buenos Aires                                                             | Argentina                                                                | 2 – 2                                                                    | Perù                                                                     | Qual. Mondiali 1986                                                      | -                                                                        |                                                                          |
| 26-3-1986                                                                | Parigi                                                                   | Francia                                                                  | 2 – 0                                                                    | Argentina                                                                | Amichevole                                                               | -                                                                        |                                                                          |
| 30-4-1986                                                                | Oslo                                                                     | Norvegia                                                                 | 1 – 0                                                                    | Argentina                                                                | Amichevole                                                               | -                                                                        |                                                                          |
| 4-5-1986                                                                 | Tel Aviv                                                                 | Israele                                                                  | 2 – 7                                                                    | Argentina                                                                | Amichevole                                                               | -                                                                        |                                                                          |
| Totale                                                                   |                                                                          | Presenze                                                                 | 70                                                                       |                                                                          | Reti (10º posto)                                                         | 22                                                                       |                                                                          |

### Statistiche da allenatore

#### Club
Statistiche aggiornate al 14 aprile 2025. In grassetto le competizioni vinte.
| Stagione           | Squadra            | Campionato         | Campionato | Campionato | Campionato | Campionato | Coppe nazionali | Coppe nazionali | Coppe nazionali | Coppe nazionali | Coppe nazionali | Coppe continentali | Coppe continentali | Coppe continentali | Coppe continentali | Coppe continentali | Altre coppe | Altre coppe | Altre coppe | Altre coppe | Altre coppe | Totale | Totale | Totale | Totale | % Vittorie | Piazzamento |
| Stagione           | Squadra            | Comp               | G          | V          | N          | P          | Comp            | G               | V               | N               | P               | Comp               | G                  | V                  | N                  | P                  | Comp        | G           | V           | N           | P           | G      | V      | N      | P      | %          | Piazzamento |
| ------------------ | ------------------ | ------------------ | ---------- | ---------- | ---------- | ---------- | --------------- | --------------- | --------------- | --------------- | --------------- | ------------------ | ------------------ | ------------------ | ------------------ | ------------------ | ----------- | ----------- | ----------- | ----------- | ----------- | ------ | ------ | ------ | ------ | ---------- | ----------- |
| gen.-mag. 1990     | River Plate        | PD                 | 20         | 10         | 9          | 1          | -               | -               | -               | -               | -               | CL                 | 8                  | 4                  | 2                  | 2                  | -           | -           | -           | -           | -           | 28     | 14     | 11     | 3      | 50,00      | Sub. 1º     |
| 1990-1991          | River Plate        | A+C                | 19+19      | 11+4       | 4+11       | 4+4        | -               | -               | -               | -               | -               | CL                 | 6                  | 2                  | 1                  | 3                  | SS+LPré-L   | 2+4         | 1+2         | 0+2         | 1+0         | 50     | 20     | 18     | 12     | 40,00      | 2º+10°      |
| 1991-1992          | River Plate        | A+C                | 19+19      | 14+8       | 3+8        | 2+3        | -               | -               | -               | -               | -               | -                  | -                  | -                  | -                  | -                  | SS+LPré-L   | 8+3         | 4+2         | 2+1         | 2+0         | 49     | 28     | 14     | 7      | 57,14      | 1º+5°       |
| 1992-1993          | River Plate        | A+C                | 19+19      | 10+10      | 5+3        | 4+6        | -               | -               | -               | -               | -               | CL                 | 6                  | 1                  | 3                  | 2                  | SS          | 4           | 3           | 0           | 1           | 48     | 24     | 11     | 13     | 50,00      | 2°+3°       |
| 1993-1994          | River Plate        | A+C                | 19+19      | 9+7        | 6+7        | 4+5        | -               | -               | -               | -               | -               | -                  | -                  | -                  | -                  | -                  | SS+Cent.    | 4+9         | 3+6         | 0+1         | 1+2         | 51     | 25     | 14     | 12     | 49,02      | 1°+5°       |
| nov.-dic. 2001     | Parma              | A                  | 5          | 0          | 0          | 5          | CI              | 3               | 1               | 1               | 1               | CU                 | 2                  | 1                  | 1                  | 0                  | -           | -           | -           | -           | -           | 10     | 2      | 2      | 6      | 20,00      | Sub. eson.  |
| 2002-2003          | Monterrey          | A+C                | 19+25      | 5+12       | 7+9        | 7+4        | -               | -               | -               | -               | -               | -                  | -                  | -                  | -                  | -                  | -           | -           | -           | -           | -           | 44     | 17     | 16     | 11     | 38,64      | 14°+1°      |
| 2003               | Monterrey          | A                  | 19         | 5          | 7          | 7          | -               | -               | -               | -               | -               | -                  | -                  | -                  | -                  | -                  | CC          | 1           | 0           | 1           | 0           | 20     | 5      | 8      | 7      | 25,00      | 14°         |
| Totale Monterrey   | Totale Monterrey   | Totale Monterrey   | 63         | 22         | 23         | 18         |                 | -               | -               | -               | -               |                    | -                  | -                  | -                  | -                  |             | 1           | 0           | 1           | 0           | 64     | 22     | 24     | 18     | 34,38      |             |
| 2005               | Corinthians        | A1/SP+A            | 8+3        | 5+0        | 3+1        | 0+2        | CB              | 4               | 2               | 0               | 2               | -                  | -                  | -                  | -                  | -                  | -           | -           | -           | -           | -           | 15     | 7      | 4      | 4      | 46,67      | Sub. eson.  |
| gen.-mag. 2006     | River Plate        | C                  | 19         | 9          | 7          | 3          | -               | -               | -               | -               | -               | CL                 | 12                 | 7                  | 1                  | 4                  | -           | -           | -           | -           | -           | 31     | 16     | 8      | 7      | 51,61      | 3º          |
| 2006-2007          | River Plate        | A+C                | 19+19      | 11+9       | 5+6        | 3+4        | -               | -               | -               | -               | -               | CS+CL              | 2+6                | 0+2                | 1+2                | 1+2                | -           | -           | -           | -           | -           | 45     | 19     | 12     | 14     | 42,22      | 3º+4º       |
| ago.-nov. 2007     | River Plate        | A                  | 16         | 6          | 5          | 5          | -               | -               | -               | -               | -               | CS                 | 6                  | 1                  | 4                  | 1                  | -           | -           | -           | -           | -           | 22     | 7      | 9      | 6      | 31,82      | Eson.       |
| Totale River Plate | Totale River Plate | Totale River Plate | 245        | 118        | 79         | 48         |                 | -               | -               | -               | -               |                    | 46                 | 17                 | 14                 | 15                 |             | 34          | 21          | 6           | 7           | 325    | 156    | 99     | 70     | 48,00      |             |
| Totale carriera    | Totale carriera    | Totale carriera    | 324        | 145        | 106        | 73         |                 | 7               | 3               | 1               | 3               |                    | 48                 | 18                 | 15                 | 15                 |             | 35          | 21          | 7           | 7           | 414    | 187    | 129    | 98     | 45,17      |             |

#### Nazionale argentina
| Squadra   | Naz                  | dal            | al             | Record | Record | Record | Record     | Record | Record | Record | Record |
| G         | V                    | N              | P              | GF     | GS     | DR     | % Vittorie |        |        |        |        |
| --------- | -------------------- | -------------- | -------------- | ------ | ------ | ------ | ---------- | ------ | ------ | ------ | ------ |
| Argentina | Argentina (bandiera) | 27 agosto 1994 | 1º agosto 1998 | 56     | 33     | 13     | 10         | 101    | 42     | +59    | 58,93  |

#### Panchine da commissario tecnico della nazionale argentina
| Cronologia completa delle presenze e delle reti in nazionale ― Argentina | Cronologia completa delle presenze e delle reti in nazionale ― Argentina | Cronologia completa delle presenze e delle reti in nazionale ― Argentina | Cronologia completa delle presenze e delle reti in nazionale ― Argentina | Cronologia completa delle presenze e delle reti in nazionale ― Argentina | Cronologia completa delle presenze e delle reti in nazionale ― Argentina | Cronologia completa delle presenze e delle reti in nazionale ― Argentina     | Cronologia completa delle presenze e delle reti in nazionale ― Argentina |
| Data                                                                     | Città                                                                    | In casa                                                                  | Risultato                                                                | Ospiti                                                                   | Competizione                                                             | Reti                                                                         | Note                                                                     |
| ------------------------------------------------------------------------ | ------------------------------------------------------------------------ | ------------------------------------------------------------------------ | ------------------------------------------------------------------------ | ------------------------------------------------------------------------ | ------------------------------------------------------------------------ | ---------------------------------------------------------------------------- | ------------------------------------------------------------------------ |
| 16-11-1994                                                               | Santiago del Cile                                                        | Cile                                                                     | 0 – 3                                                                    | Argentina                                                                | Amichevole                                                               | Sebastián Rambert Marcelo Espina Marcelo Escudero                            | Cap: M.Espina                                                            |
| 21-12-1994                                                               | Buenos Aires                                                             | Argentina                                                                | 1 – 0                                                                    | Romania                                                                  | Amichevole                                                               | Hugo Pérez                                                                   | Cap: M.Espina                                                            |
| 27-12-1994                                                               | Buenos Aires                                                             | Argentina                                                                | 1 – 0                                                                    | Jugoslavia                                                               | Amichevole                                                               | Sebastián Rambert                                                            | Cap: M.Espina                                                            |
| 8-1-1995                                                                 | Riad                                                                     | Giappone                                                                 | 1 – 5                                                                    | Argentina                                                                | Coppa re Fahd                                                            | Sebastián Rambert Ariel Ortega 2 Gabriel Batistuta 1 (rig.) José Chamot      |                                                                          |
| 10-1-1995                                                                | Riad                                                                     | Nigeria                                                                  | 0 – 0                                                                    | Argentina                                                                | Coppa re Fahd                                                            | -                                                                            |                                                                          |
| 13-1-1995                                                                | Riad                                                                     | Danimarca                                                                | 2 – 0                                                                    | Argentina                                                                | Coppa re Fahd                                                            | -                                                                            |                                                                          |
| 14-2-1995                                                                | Mendoza                                                                  | Argentina                                                                | 4 – 1                                                                    | Bulgaria                                                                 | Amichevole                                                               | 2 Marcelo Gallardo 2 (rig.) 2 Sebastián Rambert                              | Cap: R.Ayala                                                             |
| 13-5-1995                                                                | Johannesburg                                                             | Sudafrica                                                                | 1 – 1                                                                    | Argentina                                                                | Nelson Mandela Cup                                                       | Marcelo Gallardo (rig.)                                                      | Cap: R.Ayala                                                             |
| 31-5-1995                                                                | Córdoba                                                                  | Argentina                                                                | 1 – 0                                                                    | Perù                                                                     | Amichevole                                                               | Néstor Fabbri                                                                | Cap: R.Ayala                                                             |
| 14-6-1995                                                                | Rosario                                                                  | Argentina                                                                | 2 – 1                                                                    | Paraguay                                                                 | Amichevole                                                               | Sergio Berti Alberto Acosta                                                  | Cap: N.Fabbri                                                            |
| 22-6-1995                                                                | Mendoza                                                                  | Argentina                                                                | 6 – 0                                                                    | Slovacchia                                                               | Amichevole                                                               | 2 Marcelo Gallardo 1 (rig.) Javier Zanetti 2 Gabriel Batistuta Diego Simeone | Cap: R.Ayala                                                             |
| 30-6-1995                                                                | Quilmes                                                                  | Argentina                                                                | 2 – 0                                                                    | Australia                                                                | Amichevole                                                               | Abel Balbo Gabriel Batistuta                                                 | Cap: R.Ayala                                                             |
| 8-7-1995                                                                 | Paysandú                                                                 | Argentina                                                                | 2 – 1                                                                    | Bolivia                                                                  | Coppa America 1995 - Fase a gironi                                       | Gabriel Batistuta Abel Balbo                                                 | Cap: R.Ayala                                                             |
| 11-7-1995                                                                | Paysandú                                                                 | Argentina                                                                | 4 – 0                                                                    | Cile                                                                     | Coppa America 1995 - Fase a gironi                                       | 2 Gabriel Batistuta Diego Simeone Abel Balbo                                 | Cap: R.Ayala                                                             |
| 14-7-1995                                                                | Paysandú                                                                 | Stati Uniti                                                              | 3 – 0                                                                    | Argentina                                                                | Coppa America 1995 - Fase a gironi                                       | -                                                                            | Cap: R.Ayala                                                             |
| 17-7-1995                                                                | Rivera                                                                   | Brasile                                                                  | 2 – 2 (4-2 dtr)                                                          | Argentina                                                                | Coppa America 1995 - Quarti di finale                                    | Abel Balbo Diego Simeone                                                     | Cap: A.Balbo                                                             |
| 20-9-1995                                                                | Madrid                                                                   | Spagna                                                                   | 2 – 1                                                                    | Argentina                                                                | Amichevole                                                               | Ariel Ortega                                                                 | Cap: R.Ayala                                                             |
| 11-10-1995                                                               | Buenos Aires                                                             | Argentina                                                                | 0 – 0                                                                    | Colombia                                                                 | Amichevole                                                               | -                                                                            |                                                                          |
| 8-11-1995                                                                | Buenos Aires                                                             | Argentina                                                                | 0 – 1                                                                    | Brasile                                                                  | Amichevole                                                               | -                                                                            | Cap: A.Balbo                                                             |
| 21-12-1995                                                               | Mendoza                                                                  | Argentina                                                                | 6 – 0                                                                    | Venezuela                                                                | Amichevole                                                               | 2 Juan Esnáider 2 Gustavo López 2 (rig.) Rodolfo Cardoso Carlos Netto        | Cap: R.Ayala                                                             |
| 24-4-1996                                                                | Buenos Aires                                                             | Argentina                                                                | 3 – 1                                                                    | Bolivia                                                                  | Qual. Mondiali 1998                                                      | 2 Ariel Ortega Gabriel Batistuta                                             | Cap: D.Simeone                                                           |
| 2-6-1996                                                                 | Quito                                                                    | Ecuador                                                                  | 2 – 0                                                                    | Argentina                                                                | Qual. Mondiali 1998                                                      | -                                                                            | Cap: D.Simeone                                                           |
| 20-6-1996                                                                | San Miguel de Tucumán                                                    | Argentina                                                                | 2 – 0                                                                    | Polonia                                                                  | Amichevole                                                               | -                                                                            |                                                                          |
| 7-7-1996                                                                 | Lima                                                                     | Perù                                                                     | 0 – 0                                                                    | Argentina                                                                | Qual. Mondiali 1998                                                      | -                                                                            |                                                                          |
| 1-9-1996                                                                 | Buenos Aires                                                             | Argentina                                                                | 1 – 1                                                                    | Paraguay                                                                 | Qual. Mondiali 1998                                                      | Gabriel Batistuta                                                            | Cap: G.Batistuta                                                         |
| 9-10-1996                                                                | San Cristóbal                                                            | Venezuela                                                                | 2 – 5                                                                    | Argentina                                                                | Qual. Mondiali 1998                                                      | Ariel Ortega Juan Pablo Sorín Diego Simeone Hugo Morales José Albornoz       | Cap: G.Batistuta                                                         |
| 15-12-1996                                                               | Buenos Aires                                                             | Argentina                                                                | 1 – 1                                                                    | Cile                                                                     | Qual. Mondiali 1998                                                      | Gabriel Batistuta (rig.)                                                     | Cap: G.Batistuta                                                         |
| 28-12-1996                                                               | Mar del Plata                                                            | Argentina                                                                | 2 – 3                                                                    | Jugoslavia                                                               | Amichevole                                                               | Juan Esnáider (rig.) Hugo Morales                                            | Cap: D.Simeone                                                           |
| 12-1-1997                                                                | Montevideo                                                               | Uruguay                                                                  | 0 – 0                                                                    | Argentina                                                                | Qual. Mondiali 1998                                                      | -                                                                            | Cap: G.Batistuta                                                         |
| 12-1-1997                                                                | Barranquilla                                                             | Colombia                                                                 | 0 – 1                                                                    | Argentina                                                                | Qual. Mondiali 1998                                                      | Claudio López                                                                | Cap: D.Simeone                                                           |
| 2-4-1997                                                                 | La Paz                                                                   | Bolivia                                                                  | 2 – 1                                                                    | Argentina                                                                | Qual. Mondiali 1998                                                      | Néstor Gorosito (rig.)                                                       | Cap: N.Sensini                                                           |
| 30-4-1997                                                                | Buenos Aires                                                             | Argentina                                                                | 2 – 1                                                                    | Ecuador                                                                  | Qual. Mondiali 1998                                                      | Ariel Ortega Hernan Crespo                                                   | Cap: D.Simeone                                                           |
| 8-6-1997                                                                 | Buenos Aires                                                             | Argentina                                                                | 2 – 0                                                                    | Perù                                                                     | Qual. Mondiali 1998                                                      | Hernan Crespo Diego Simeone                                                  | Cap: D.Simeone                                                           |
| 11-6-1997                                                                | Cochabamba                                                               | Argentina                                                                | 0 – 0                                                                    | Ecuador                                                                  | Coppa America 1997 - Primo turno                                         | -                                                                            |                                                                          |
| 14-6-1997                                                                | Cochabamba                                                               | Argentina                                                                | 2 – 0                                                                    | Cile                                                                     | Coppa America 1997 - Primo turno                                         | Sergio Berti Marcelo Gallardo                                                |                                                                          |
| 17-6-1997                                                                | Cochabamba                                                               | Argentina                                                                | 1 – 1                                                                    | Paraguay                                                                 | Coppa America 1997 - Primo turno                                         | Marcelo Gallardo                                                             |                                                                          |
| 21-6-1997                                                                | Sucre                                                                    | Perù                                                                     | 2 – 1                                                                    | Argentina                                                                | Coppa America 1997 - Quarti di finale                                    | Marcelo Gallardo                                                             |                                                                          |
| 6-7-1997                                                                 | Asunción                                                                 | Paraguay                                                                 | 1 – 2                                                                    | Argentina                                                                | Qual. Mondiali 1998                                                      | Marcelo Gallardo Juan Sebastián Verón                                        | Cap: D.Simeone                                                           |
| 10-9-1997                                                                | Santiago del Cile                                                        | Cile                                                                     | 1 – 2                                                                    | Argentina                                                                | Qual. Mondiali 1998                                                      | Marcelo Gallardo Claudio López                                               | Cap: D.Simeone                                                           |
| 12-10-1997                                                               | Buenos Aires                                                             | Argentina                                                                | 0 – 0                                                                    | Uruguay                                                                  | Qual. Mondiali 1998                                                      | -                                                                            | Cap: D.Simeone                                                           |
| 16-11-1997                                                               | Buenos Aires                                                             | Argentina                                                                | 1 – 1                                                                    | Colombia                                                                 | Qual. Mondiali 1998                                                      | Fernando Cáceres                                                             | Cap: D.Simeone                                                           |
| 19-2-1998                                                                | Mendoza                                                                  | Argentina                                                                | 2 – 1                                                                    | Romania                                                                  | Amichevole                                                               | Nelson Vivas Roberto Ayala                                                   | Cap: D.Simeone                                                           |
| 24-2-1998                                                                | Mar del Plata                                                            | Argentina                                                                | 3 – 1                                                                    | Jugoslavia                                                               | Amichevole                                                               | 3 Hernan Crespo 1 (rig.)                                                     | Cap: D.Simeone                                                           |
| 10-3-1998                                                                | Buenos Aires                                                             | Argentina                                                                | 2 – 0                                                                    | Bulgaria                                                                 | Amichevole                                                               | Gabriel Batistuta Claudio Lopez                                              | Cap: J.Veron                                                             |
| 15-4-1998                                                                | Gerusalemme                                                              | Israele                                                                  | 2 – 1                                                                    | Argentina                                                                | Amichevole                                                               | Diego Cagna                                                                  | Cap: G.Batistuta                                                         |
| 22-4-1998                                                                | Dublino                                                                  | Irlanda                                                                  | 0 – 2                                                                    | Argentina                                                                | Amichevole                                                               | Gabriel Batistuta Ariel Ortega                                               | Cap: D.Simeone                                                           |
| 29-4-1998                                                                | Rio de Janeiro                                                           | Brasile                                                                  | 0 – 1                                                                    | Argentina                                                                | Amichevole                                                               | Claudio Lopez                                                                | Cap: D.Simeone                                                           |
| 14-5-1998                                                                | Córdoba                                                                  | Argentina                                                                | 5 – 0                                                                    | Bosnia ed Erzegovina                                                     | Amichevole                                                               | 3 Gabriel Batistuta Javier Zanetti Ariel Ortega                              | Cap: D.Simeone                                                           |
| 19-5-1998                                                                | Mendoza                                                                  | Argentina                                                                | 1 – 0                                                                    | Cile                                                                     | Amichevole                                                               | Gabriel Batistuta                                                            | Cap: D.Simeone                                                           |
| 25-5-1998                                                                | Buenos Aires                                                             | Argentina                                                                | 2 – 0                                                                    | Sudafrica                                                                | Amichevole                                                               | Gabriel Batistuta Ariel Ortega                                               | Cap: D.Simeone                                                           |
| 14-6-1998                                                                | Tolosa                                                                   | Argentina                                                                | 1 – 0                                                                    | Giappone                                                                 | Mondiali 1998 - 1º turno                                                 | Gabriel Batistuta                                                            | Cap: D.Simeone                                                           |
| 21-6-1998                                                                | Parigi                                                                   | Argentina                                                                | 5 – 0                                                                    | Giamaica                                                                 | Mondiali 1998 - 1º turno                                                 | 2 Ariel Ortega 3 Gabriel Batistuta 1 (rig.)                                  | Cap: D.Simeone                                                           |
| 26-6-1998                                                                | Bordeaux                                                                 | Argentina                                                                | 1 – 0                                                                    | Croazia                                                                  | Mondiali 1998 - 1º turno                                                 | Mauricio Pineda                                                              | Cap: G.Batistuta                                                         |
| 30-6-1998                                                                | Saint-Étienne                                                            | Argentina                                                                | 2 – 2 (4-3 dtr)                                                          | Inghilterra                                                              | Mondiali 1998 - Ottavi di finale                                         | Gabriel Batistuta (rig.) Javier Zanetti                                      | Cap: D.Simeone                                                           |
| 4-7-1998                                                                 | Marsiglia                                                                | Paesi Bassi                                                              | 2 – 1                                                                    | Argentina                                                                | Mondiali 1998 - Quarti di finale                                         | Claudio López                                                                | Cap: D.Simeone                                                           |
| Totale                                                                   |                                                                          | Presenze                                                                 | 56                                                                       |                                                                          | Reti                                                                     | 101                                                                          |                                                                          |

#### Nazionale uruguaiana
| Squadra | Naz                | dal            | al               | Record | Record | Record | Record     | Record | Record | Record | Record |
| G       | V                  | N              | P                | GF     | GS     | DR     | % Vittorie |        |        |        |        |
| ------- | ------------------ | -------------- | ---------------- | ------ | ------ | ------ | ---------- | ------ | ------ | ------ | ------ |
| Uruguay | Uruguay (bandiera) | 1º agosto 1999 | 20 febbraio 2001 | 17     | 7      | 4      | 6          | 23     | 16     | +7     | 41,18  |

#### Panchine da commissario tecnico della nazionale uruguaiana
| Cronologia completa delle presenze e delle reti in nazionale ― Uruguay | Cronologia completa delle presenze e delle reti in nazionale ― Uruguay | Cronologia completa delle presenze e delle reti in nazionale ― Uruguay | Cronologia completa delle presenze e delle reti in nazionale ― Uruguay | Cronologia completa delle presenze e delle reti in nazionale ― Uruguay | Cronologia completa delle presenze e delle reti in nazionale ― Uruguay | Cronologia completa delle presenze e delle reti in nazionale ― Uruguay | Cronologia completa delle presenze e delle reti in nazionale ― Uruguay |
| Data                                                                   | Città                                                                  | In casa                                                                | Risultato                                                              | Ospiti                                                                 | Competizione                                                           | Reti                                                                   | Note                                                                   |
| ---------------------------------------------------------------------- | ---------------------------------------------------------------------- | ---------------------------------------------------------------------- | ---------------------------------------------------------------------- | ---------------------------------------------------------------------- | ---------------------------------------------------------------------- | ---------------------------------------------------------------------- | ---------------------------------------------------------------------- |
| 18-8-1999                                                              | Montevideo                                                             | Uruguay                                                                | 5 – 4                                                                  | Costa Rica                                                             | Amichevole                                                             | 2 Marcelo Otero Fabián Coelho Fabián O'Neill Antonio Pacheco           | Cap: P.Montero                                                         |
| 8-9-1999                                                               | Montevideo                                                             | Uruguay                                                                | 2 – 0                                                                  | Venezuela                                                              | Amichevole                                                             | Antonio Pacheco Marcelo Zalayeta                                       | Cap: P.Montero                                                         |
| 12-10-1999                                                             | Montevideo                                                             | Uruguay                                                                | 0 – 0                                                                  | Ecuador                                                                | Amichevole                                                             | -                                                                      | Cap: P.Montero                                                         |
| 18-11-1999                                                             | Maldonado                                                              | Uruguay                                                                | 0 – 1                                                                  | Paraguay                                                               | Amichevole                                                             | -                                                                      | Cap: P.Montero                                                         |
| 16-1-2000                                                              | Guangzhou                                                              | Cina                                                                   | 1 – 0                                                                  | Uruguay                                                                | Amichevole                                                             | -                                                                      |                                                                        |
| 17-2-2000                                                              | Maldonado                                                              | Uruguay                                                                | 2 – 0                                                                  | Ungheria                                                               | Amichevole                                                             | -                                                                      | Cap: P.Montero                                                         |
| 29-3-2000                                                              | Montevideo                                                             | Uruguay                                                                | 1 – 0                                                                  | Bolivia                                                                | Qual. Mondiali 2002                                                    | Pablo García                                                           | Cap: P.Montero                                                         |
| 26-4-2000                                                              | Asunción                                                               | Paraguay                                                               | 1 – 0                                                                  | Uruguay                                                                | Qual. Mondiali 2002                                                    | -                                                                      |                                                                        |
| 3-6-2000                                                               | Montevideo                                                             | Uruguay                                                                | 2 – 1                                                                  | Cile                                                                   | Qual. Mondiali 2002                                                    | Darío Silva Paolo Montero                                              | Cap: P.Montero                                                         |
| 28-6-2000                                                              | Rio de Janeiro                                                         | Brasile                                                                | 1 – 1                                                                  | Uruguay                                                                | Qual. Mondiali 2002                                                    | Darío Silva                                                            | Cap: P.Montero                                                         |
| 18-7-2000                                                              | Montevideo                                                             | Uruguay                                                                | 3 – 1                                                                  | Venezuela                                                              | Qual. Mondiali 2002                                                    | 2 Nicolás Olivera Darío Rodríguez                                      | Cap: P.Montero                                                         |
| 25-7-2000                                                              | Montevideo                                                             | Uruguay                                                                | 0 – 0                                                                  | Perù                                                                   | Qual. Mondiali 2002                                                    | -                                                                      | Cap: P.Montero                                                         |
| 15-8-2000                                                              | Bogotà                                                                 | Colombia                                                               | 1 – 0                                                                  | Uruguay                                                                | Qual. Mondiali 2002                                                    | -                                                                      |                                                                        |
| 3-9-2000                                                               | Montevideo                                                             | Uruguay                                                                | 4 – 0                                                                  | Ecuador                                                                | Qual. Mondiali 2002                                                    | Federico Magallanes Darío Silva Nicolás Olivera Gabriel Cedrés         |                                                                        |
| 9-10-2000                                                              | Buenos Aires                                                           | Argentina                                                              | 2 – 1                                                                  | Uruguay                                                                | Qual. Mondiali 2002                                                    | autorete                                                               | Cap: A.Recoba                                                          |
| 15-11-2000                                                             | La Paz                                                                 | Bolivia                                                                | 0 – 0                                                                  | Uruguay                                                                | Qual. Mondiali 2002                                                    | -                                                                      |                                                                        |
| 18-1-2001                                                              | Chennai                                                                | Uruguay                                                                | 2 – 3                                                                  | Bosnia ed Erzegovina                                                   | Amichevole                                                             | -                                                                      |                                                                        |
| Totale                                                                 |                                                                        | Presenze                                                               | 17                                                                     |                                                                        | Reti                                                                   | 23                                                                     |                                                                        |

## Palmarès

### Giocatore

#### Club
- Campionato argentino: 7

River Plate: Nacional 1975, Metropolitano 1975, Metropolitano 1977, Nacional 1979, Metropolitano 1979, Metropolitano 1980, Nacional 1981

#### Nazionale
- Campionato mondiale: 2

Argentina 1978, Messico 1986

#### Individuale
- Calciatore argentino dell'anno: 1

1976

### Allenatore

#### Club
- Campionato argentino: 3

River Plate: 1989-1990, Apertura 1991, Apertura 1993
- Campionato messicano: 1

Monterrey: 2003

#### Nazionale
- Giochi panamericani: 1

Mar del Plata 1995
- Argento olimpico: 1

Atlanta 1996

#### Individuale
- Allenatore sudamericano dell'anno: 1

1997
- Inserito tra le “Leggende del calcio” del Golden Foot

2015